# Agriz
Agriz (rus: Агрыз; tàtar: Әгерҗе) és una ciutat de la República del Tatarstan, a Rússia, i centre administratiu del raion homònim. El 2017 tenia 19.704 habitants.